# Arne (raper)
Arne, właśc. Krystian Kaliński (ur. 20 czerwca 2000 w Bochni) – polski wokalista, raper, autor tekstów.

## Kariera
Działalność artystyczną rozpoczął w 2021 wydając swój debiutancki utwór „Poranna rosa”. Następnie rozpoczął pracę nad pierwszym albumem dołączając do wytwórni Ramzes Records. 22 kwietnia 2022 wydał swój pierwszy studyjny album „Miraże”, a 3 kwietnia 2023 kolejny album studyjny „Barwy”. Obecnie artysta nie współpracuje z żadną wytwórnią muzyczną, prowadząc własną działalność.

## Dyskografia

### „Miraże” LP
Album „Miraże” został wydany 22 kwietnia 2022 roku. Prod. Ramzes Records.
| Nr. | Tytuł                                |
| --- | ------------------------------------ |
| 1.  | “Pocztówki”                          |
| 2.  | “Dyktanto”                           |
| 3.  | “Purpurowa mgła” (gościnnie: Czarli) |
| 4.  | “Ile bym dał”                        |
| 5.  | “Licho”                              |
| 6.  | “Ganges”                             |
| 7.  | “Morze kłamstw”                      |
| 8.  | “Obudź mnie”                         |
| 9.  | “Poker”                              |
| 10. | “Ostatni raz”                        |

### „Barwy” LP
Album „Barwy” wydany został 3 kwietnia 2023 roku. Prod. Ramzes Records.
| Nr. | Tytuł                                |
| --- | ------------------------------------ |
| 1.  | “Barwy”                              |
| 2.  | “Z małej wioski” (gościnnie: Feno)   |
| 3.  | “Lepsze jutro”                       |
| 4.  | “Diamenty na zębach”                 |
| 5.  | “Nazwałem ją złodziejem”             |
| 6.  | “Gracja”                             |
| 7.  | “Nieposkormiony” (gościnnie: Bonson) |
| 8.  | “Nie chce z tobą gadać”              |
| 9.  | “Miałem nie palić”                   |
| 10. | “Inny kurs” (gościnnie: Czarli)      |
| 11. | “Comstock”                           |

### Single
| Rok  | Tytuł                | Certyfikat              | Album  |
| ---- | -------------------- | ----------------------- | ------ |
| 2021 | „Poranna rosa”       | - ZPAV: platynowa płyta | Miraże |
| 2022 | „Diamenty na zębach” | - ZPAV: złota płyta     | Barwy  |
| 2022 | „Miałem nie palić”   | - ZPAV: złota płyta     | Barwy  |
| 2024 | „Zepsute części”     |                         |        |
| 2024 | „Rabarbar z cukrem”  |                         |        |
| 2024 | „Lazy Day”           |                         |        |

### Gościnnie
| Rok  | Tytuł           | Wykonawca                     | Producent    | Album                    |
| ---- | --------------- | ----------------------------- | ------------ | ------------------------ |
| 2022 | "Kosmyk"        | Lues Brothers, Feno, Arne     | Ramzes       | „Lues Brothers”          |
| 2022 | “Tak miało być” | Wiśnia Bakajoko, Vander, Arne | Riza Penjoel | „Eliksir”                |
| 2023 | "Na koncercie"  | Wiśnia Bakajoko, Arne         | DJ Gondek    | „Świątynia Rapu Mixtape” |
| 2024 | "Empiria"       | Arne, Ramzes, Czarli          | Ramzes       | „Empiria”                |